# Sorex palustris
Sorex palustris är en däggdjursart som beskrevs av Richardson 1828. Sorex palustris ingår i släktet Sorex och familjen näbbmöss. IUCN kategoriserar arten globalt som livskraftig.
Artepitet palustris i det vetenskapliga namnet är det latinska ordet för träsk/marskland.

## Utseende
Arten blir med svans 130 till 179 mm lång och väger 7,5 till 17,9 g. Den största vikten har hannar under parningstiden med över 13 g. Annars har båda kön samma storlek. Svanslängden är 61 till 89 mm, bakfötternas längd 16 till 18 mm och öronen blir 3 till 9 mm långa. Näbbmusens sommarpäls har en mörkgrå till gråbrun färg på ovansidan och en silvergrå till vit färg på undersidan. Vinterpälsen är blåsvart på ryggen och har samma färg som sommarpälsen på buken. Ibland är undersidan mera brunaktig. Fötterna har en rosa till brunrosa färg. Vid kanten av varje hand och fot förekommer styva hår och mellan tårna lite simhud. Under parningstiden blir hannarnas körtlar på kroppssidan större och de är markerade med vitaktiga hår. Pälsbytet sker under maj och juni samt under augusti och september. Liksom flera andra näbbmöss har Sorex palustris i överkäken på varje sida fem enkla tänder med en spets mellan framtänderna och den premolara tanden. Den femte enkelspetsiga tanden finns bara rudimentärt. Tandformeln är därför I 1/1 (enkla tänder) 5/1 P 1/1 M 3/3, alltså 32 tänder.

## Utbredning och habitat
Denna näbbmus förekommer i bergstrakter och i skogstäckta regioner i Nordamerika. Den saknas i kontinentens grässlätter. Arten föredrar fuktiga kyliga habitat som erbjuder skugga. I östra USA når den 1150 meter över havet.

## Ekologi
Sorex palustris vistas nära vattenansamlingar som bäckar, insjöar och dammar. Den vilar i underjordiska bon eller i liknande gömställen. Arten äter vattenlevande insekter samt andra ryggradslösa djur. Ibland ingår mindre ryggradsdjur som fiskar eller grodor i födan. Liksom flera andra näbbmöss har arten en hög ämnesomsättning och den behöver äta varje dag byten som motsvarar näbbmusens egen vikt. Sorex palustris har nästan ingen förmåga att skapa fettreserver i kroppen. När den har fått ett större byte lämnar den sin avföring på kadavret så att ingen annan näbbmus stjäl bytet.
Sorex palustris bygger även ett näste av växtdelar som vävas ihop och som har en diameter av cirka 8 cm. Nästet göms i växtligheten eller i det underjordiska boet. Arten jagar huvudsakligen med hjälp av känselsinnet från morrhåren och från andra kroppsdelar. På dagen kan den med hjälp av synen upptäcka fisk som simmar under vattenytan. Sorex palustris håller ingen vinterdvala men de kan vid matbrist inta ett stelt tillstånd (torpor).
Honan har mellan februari och augusti 2 till 3 kullar med 3 till 10 ungar per kull. Ungarna blir könsmogna efter första vintern. Sorex palustris kan leva upp till 18 månader.
Näbbmusen jagas själv av olika rovlevande djur som ugglor, falkfåglar, vesslor, utter, ormar och rovfiskar. Livslängden går ibland upp till 18 månader.
Utanför parningstiden lever honor och hannar ensam och de är aggressiva mot artfränder. Ibland förekommer strider där individerna biter varandra och i sällsynta fall dör en av motståndarna. Sorex palustris kan gå eller surfa kortare sträckor över vattnet med hjälp av vattnets ytspänning. Arten har läten som påminner om andra djurs ekolokalisering men det är inte utrett om ljudet har samma funktion.

## Underarter
Arten delas in i följande underarter:
- S. p. albibarbis
- S. p. brooksi
- S. p. gloveralleni
- S. p. hydrobadistes
- S. p. labradorensis
- S. p. navigator
- S. p. palustris
- S. p. punctulatus
- S. p. turneri